# J-Air

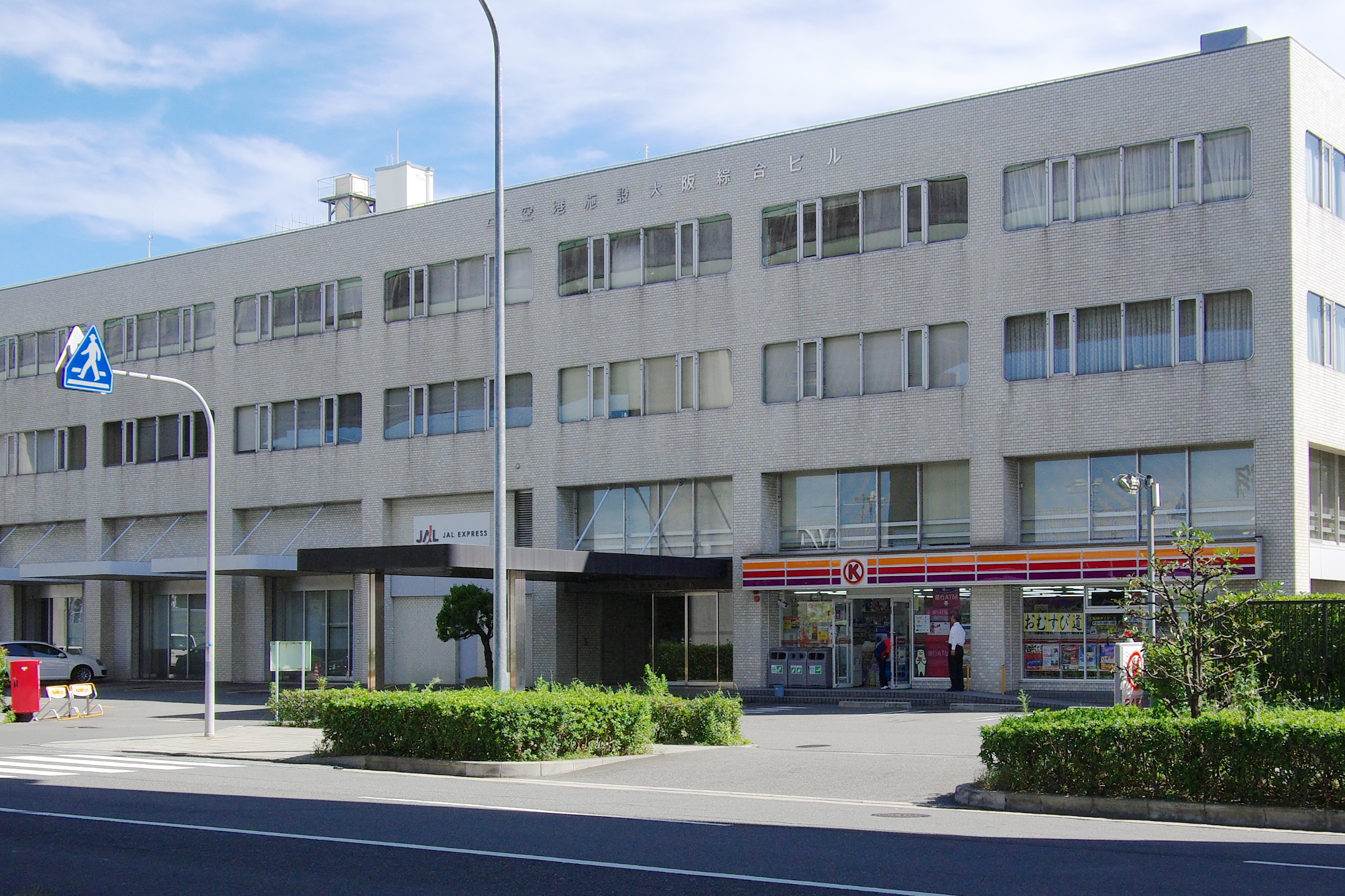
位於「機場設施・大阪綜合大樓」的總部

（日语：／ Jei Ea），全稱，是日本一家以大阪國際機場為基地的航空公司，總部設於大阪府池田市，也是日本航空（JAL）的子公司。

## 航線
- 東京/羽田－三澤、山形、南紀白濱
- 大阪/伊丹－三澤、大分、山形、仙台、札幌/新千歲、函館、松山、花卷、長崎、青森、秋田、宮崎、鹿兒島、新潟、熊本、福岡
- 福岡－仙台、花卷
- 札幌/新千歲－女滿別、仙台、花卷、青森、秋田、新潟

## 機隊
截至2025年8月，J-Air平均機齡11.3年，機隊如下：

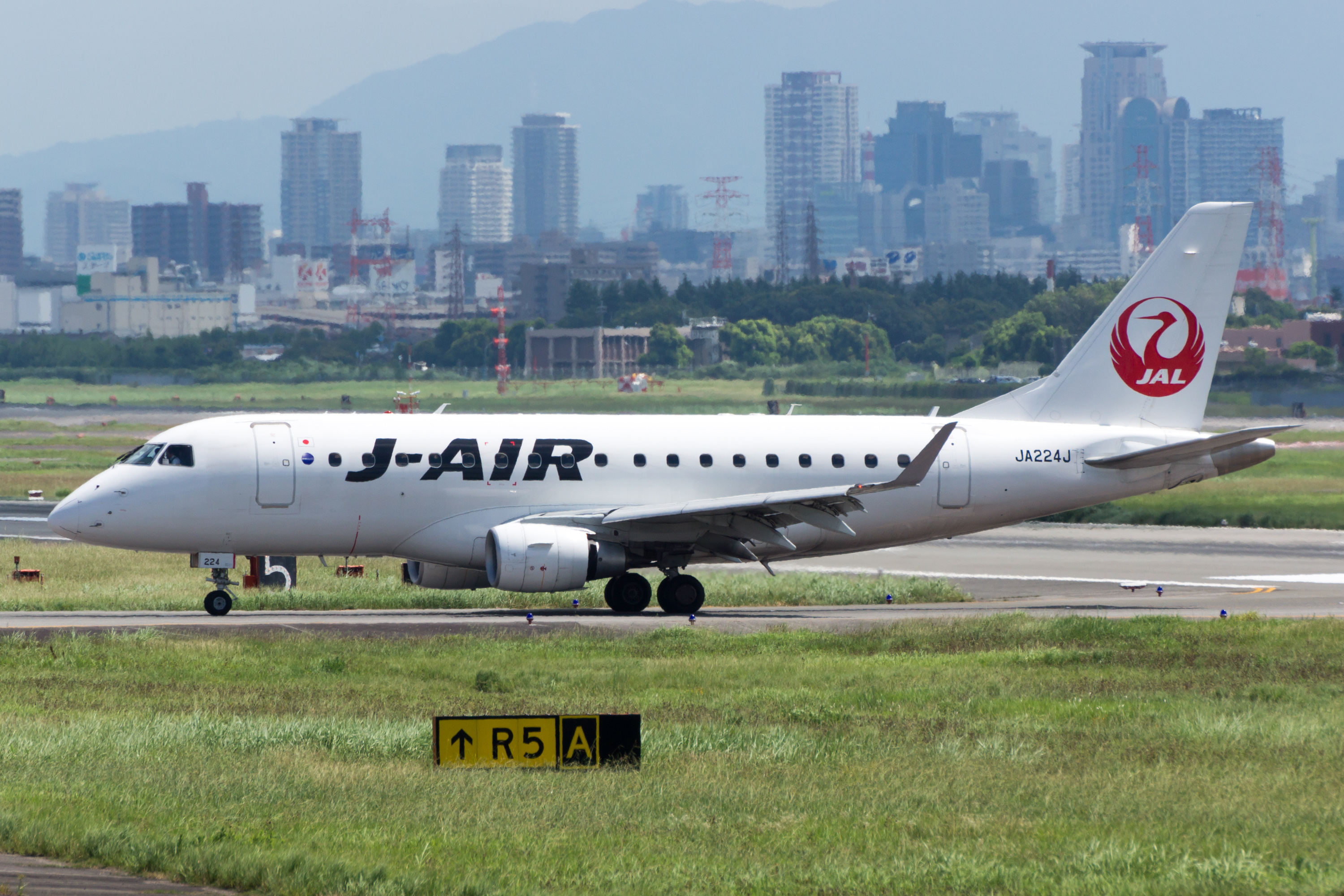
现任塗裝的E170（JA224J）
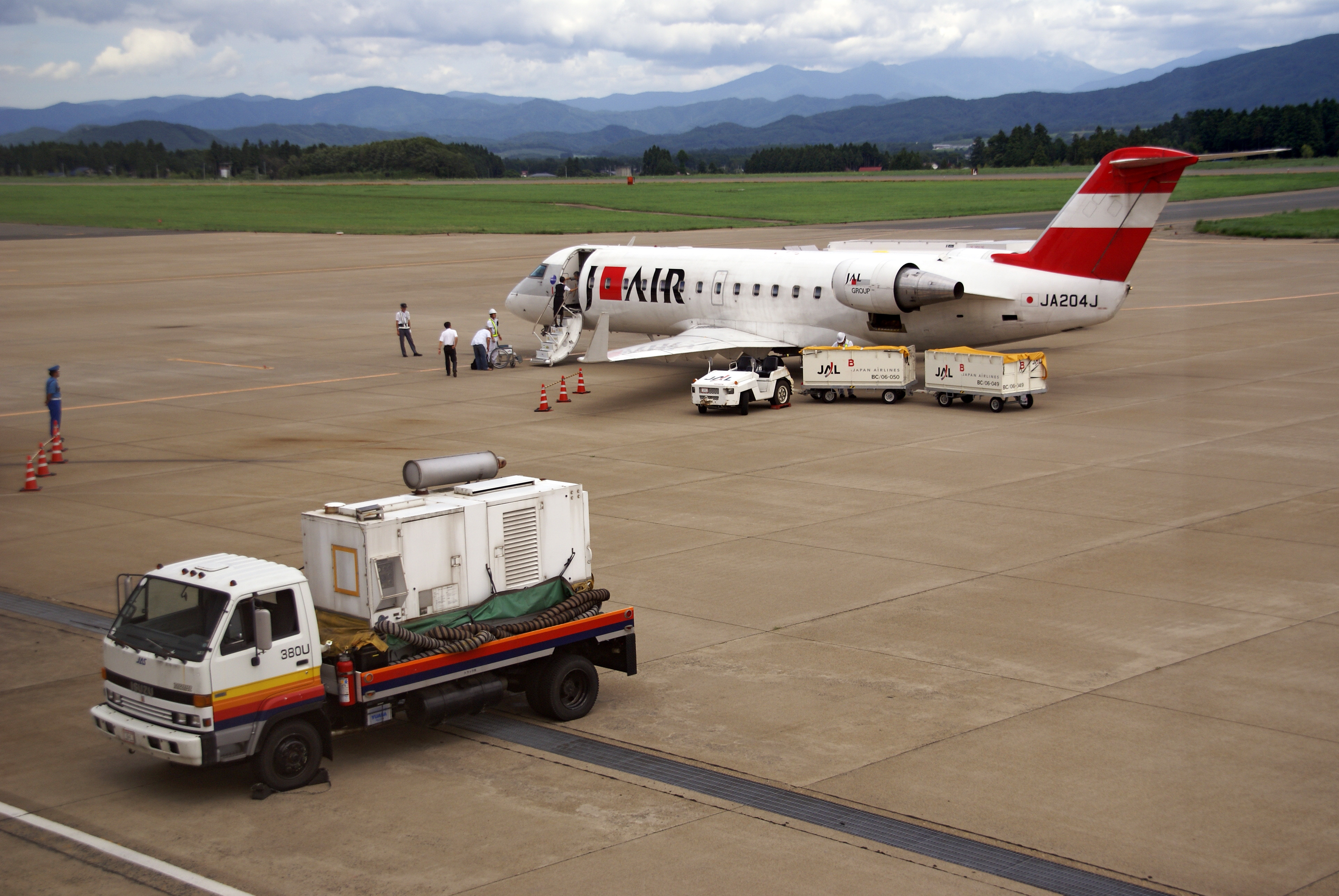
第一代塗裝（基于日航第三代涂装）的CRJ200（JA204J）
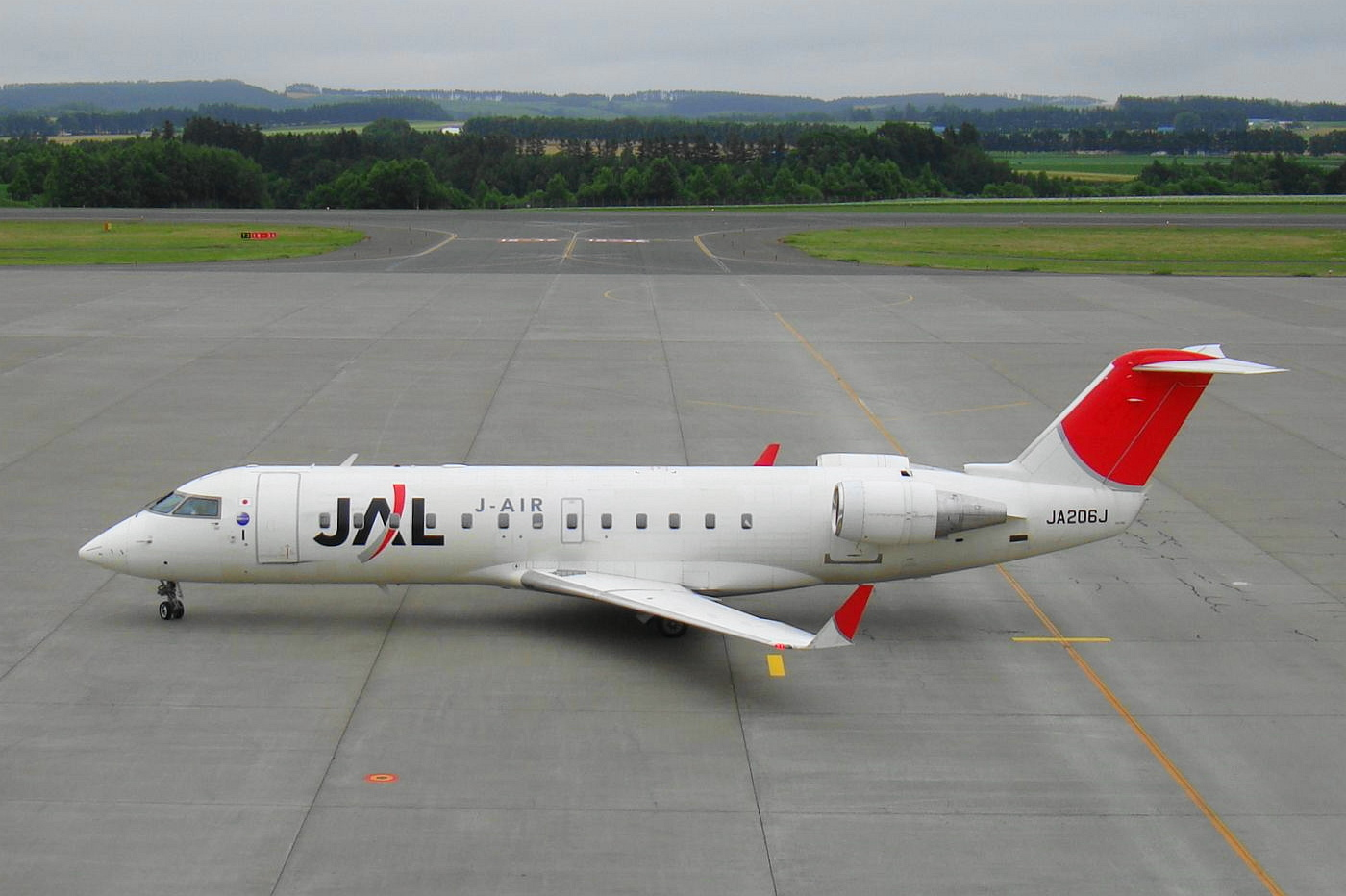
第二代塗裝（基于日航第四代“日之弧”涂装）的CRJ200ER（JA206J）
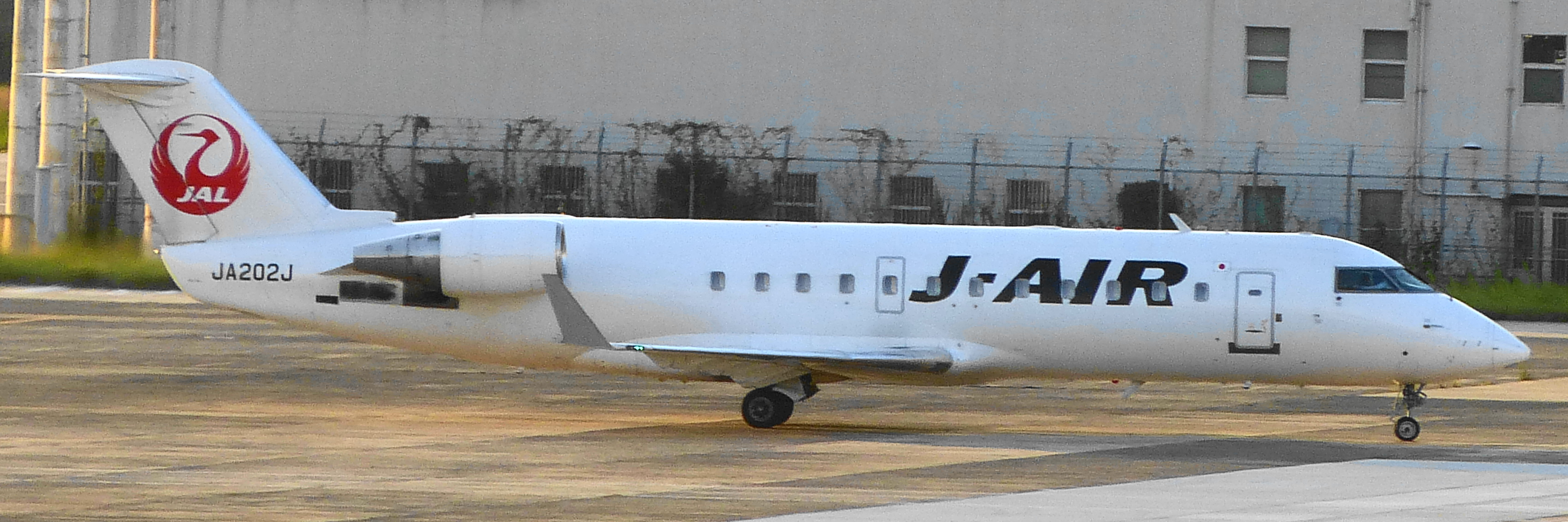
第三代塗裝的CRJ200ER（JA202J）
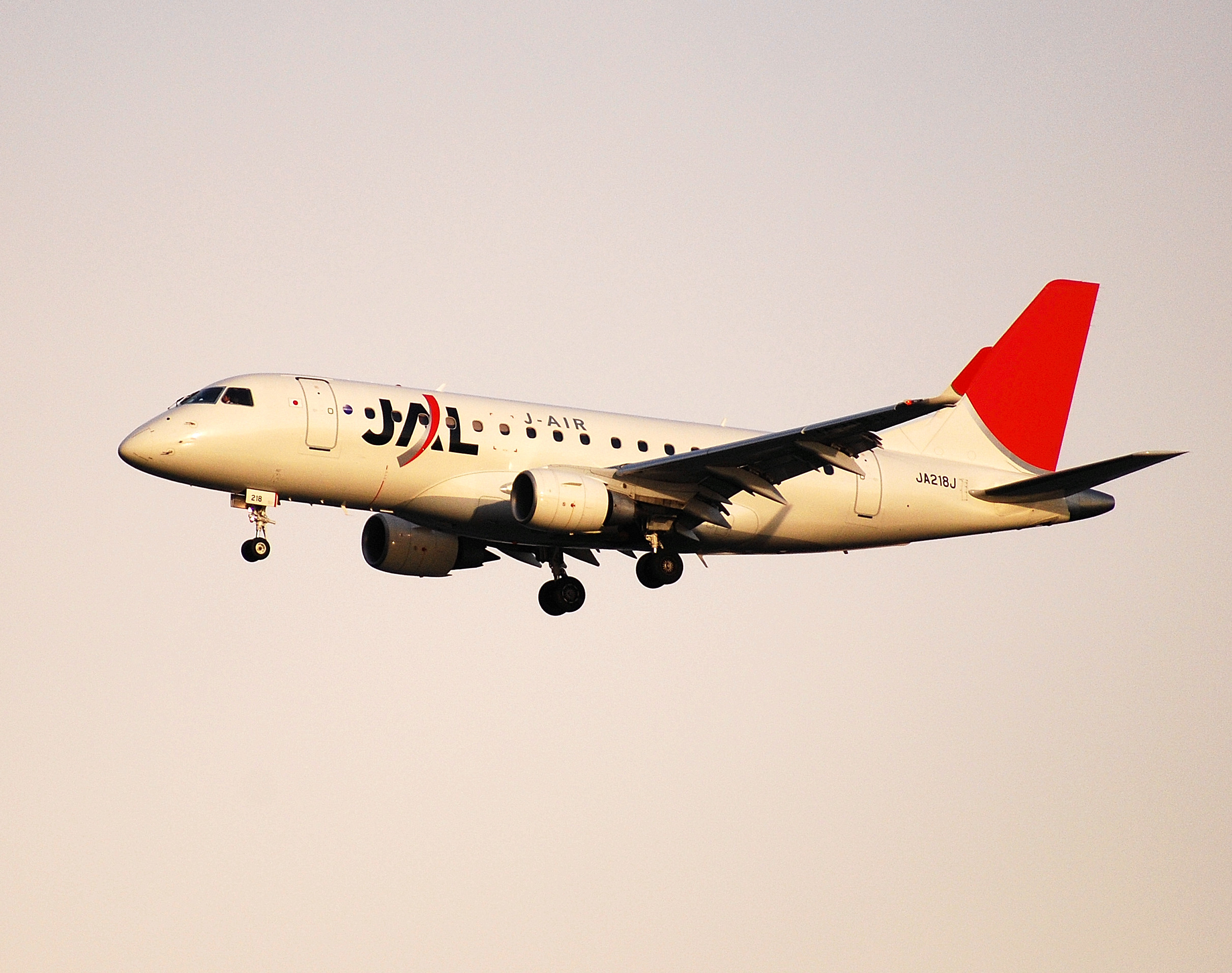
第二代塗裝的E170（JA218J）
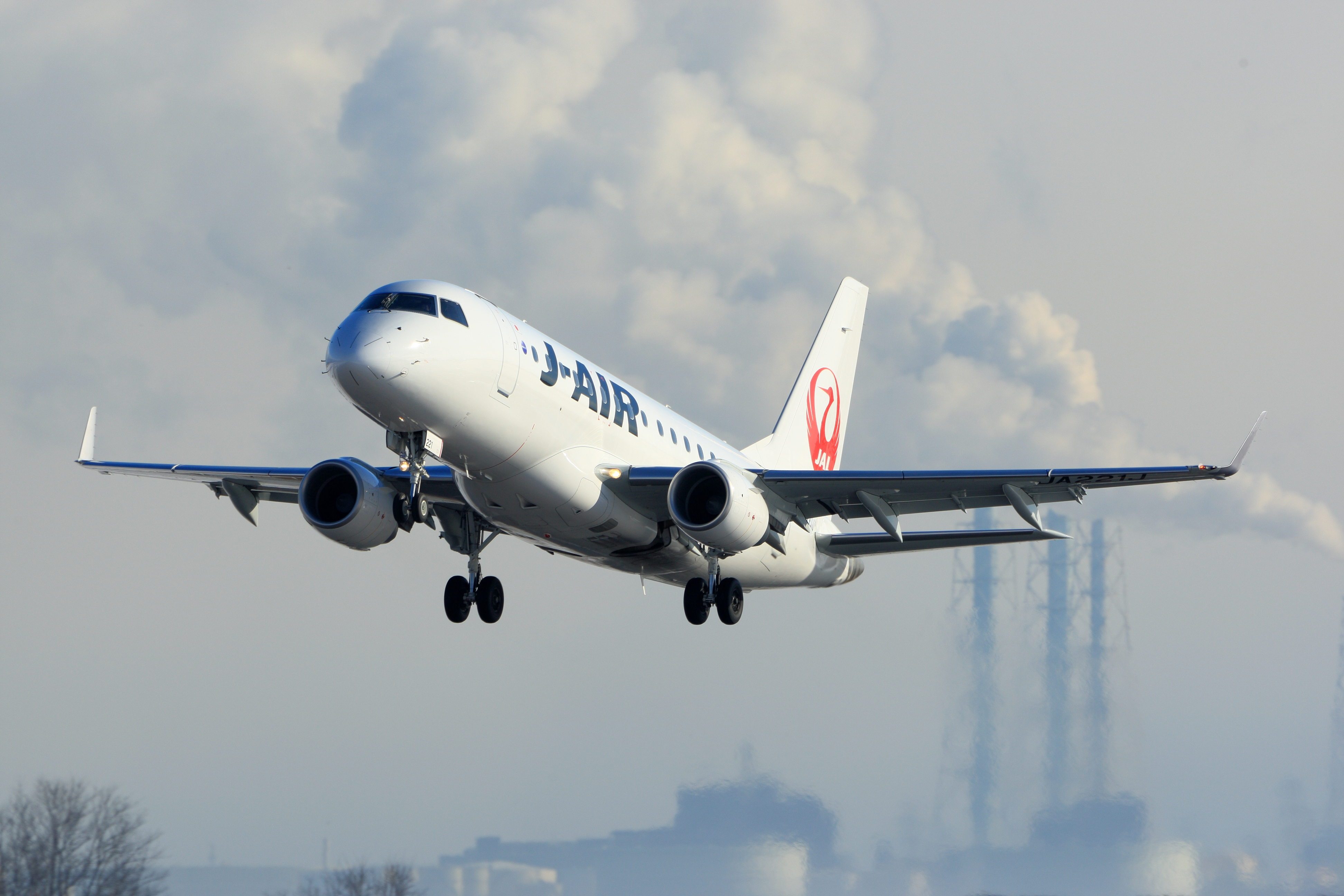
第三代塗裝的E170
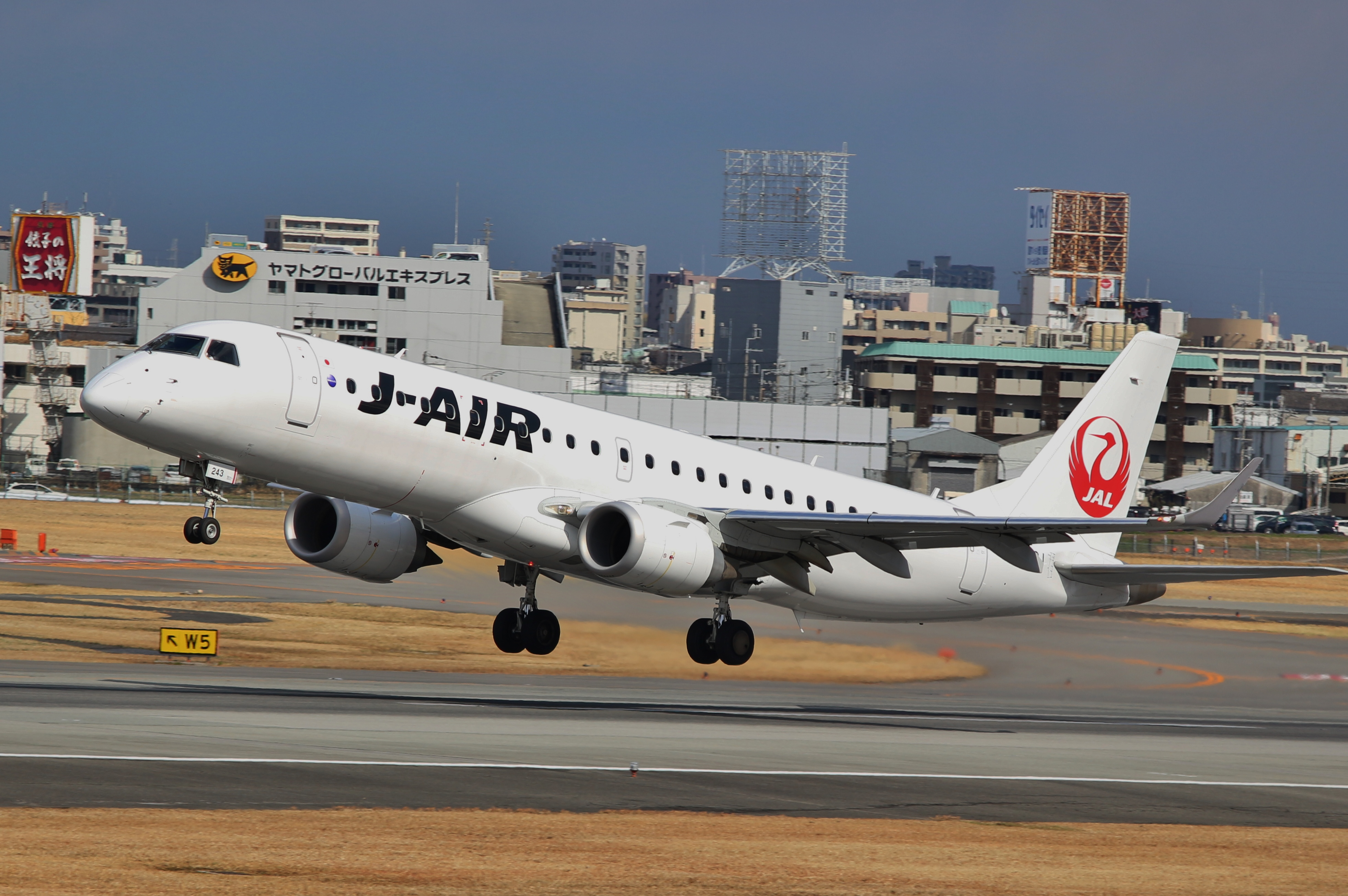
J-Air第三代塗裝的E190

## 外部連結
- J-Air官方網站 （日語）
- 日本航空官網 （繁體中文）（简体中文）（英文）（日語）（泰文）（德文）（葡萄牙文）（西班牙文）（俄文）（法文）（意大利文）